# Lascazères
Lascazères (okzitanisch: Lascasèras) ist eine französische Gemeinde mit 312 Einwohnern (Stand: 1. Januar 2022) im Département Hautes-Pyrénées in der Region Okzitanien (vor 2016: Midi-Pyrénées). Sie gehört zum Arrondissement Tarbes und zum Kanton Val d’Adour-Rustan-Madiranais. Die Einwohner werden Lascazériens genannt.

## Geographie
Lascazères liegt am Fluss Louet, rund 35 Kilometer nordöstlich der Stadt Pau an der Grenze zum Département Pyrénées-Atlantiques in der historischen Region Aquitanien. Umgeben wird Lascazères von den Nachbargemeinden Hagedet im Norden, Caussade-Rivière im Nordosten, Villefranque im Osten, Sombrun im Südosten, Moncaup im Süden und Südwesten, Monpezat im Westen sowie Bétracq im Nordwesten.

## Bevölkerungsentwicklung
| Jahr                       | 1962 | 1968 | 1975 | 1982 | 1990 | 1999 | 2006 | 2013 | 2020 |
| Einwohner                  | 347  | 336  | 384  | 315  | 265  | 249  | 287  | 306  | 309  |
| Quellen: Cassini und INSEE |      |      |      |      |      |      |      |      |      |

## Sehenswürdigkeiten

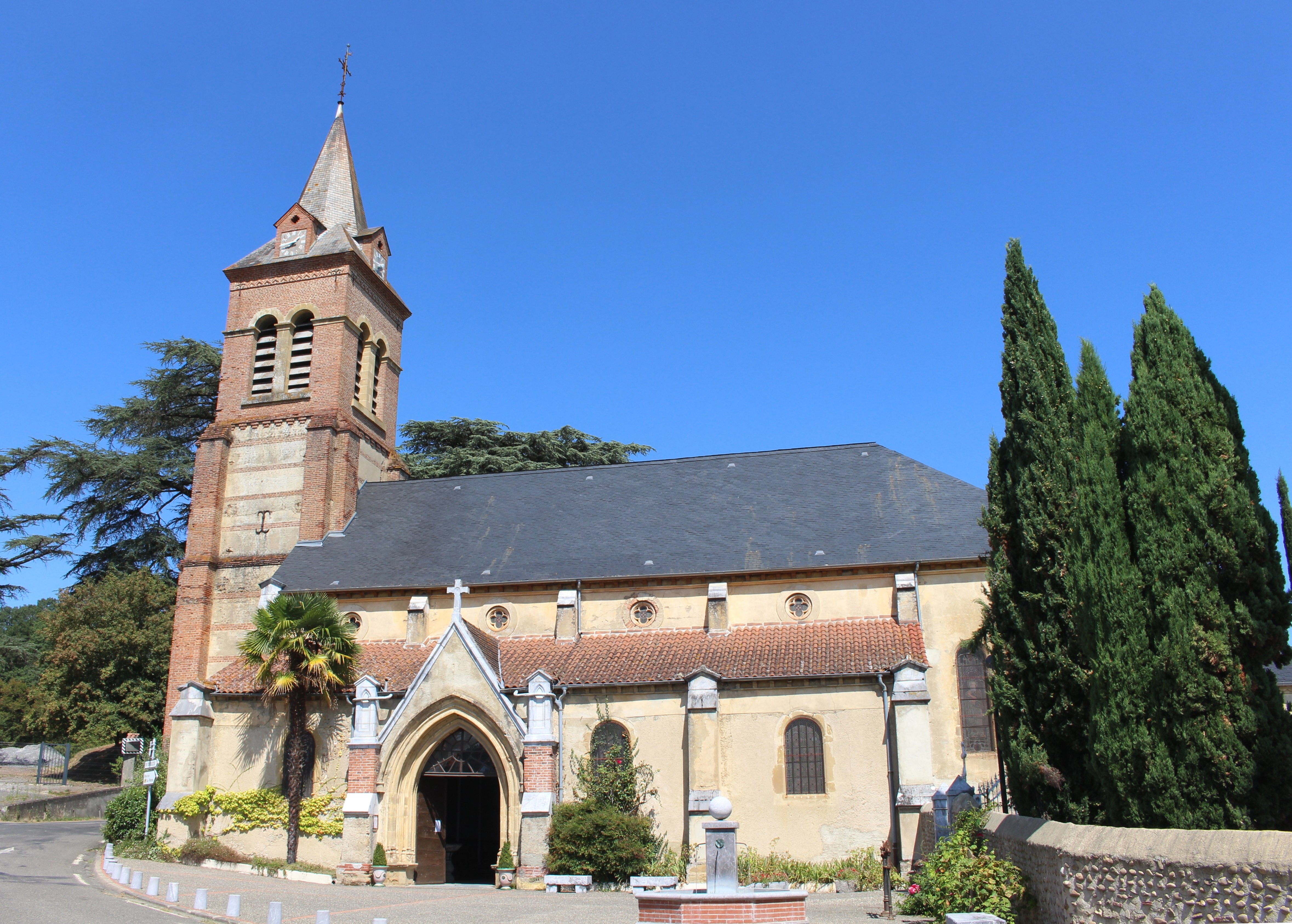
Kirche Saint-Jean-Baptiste
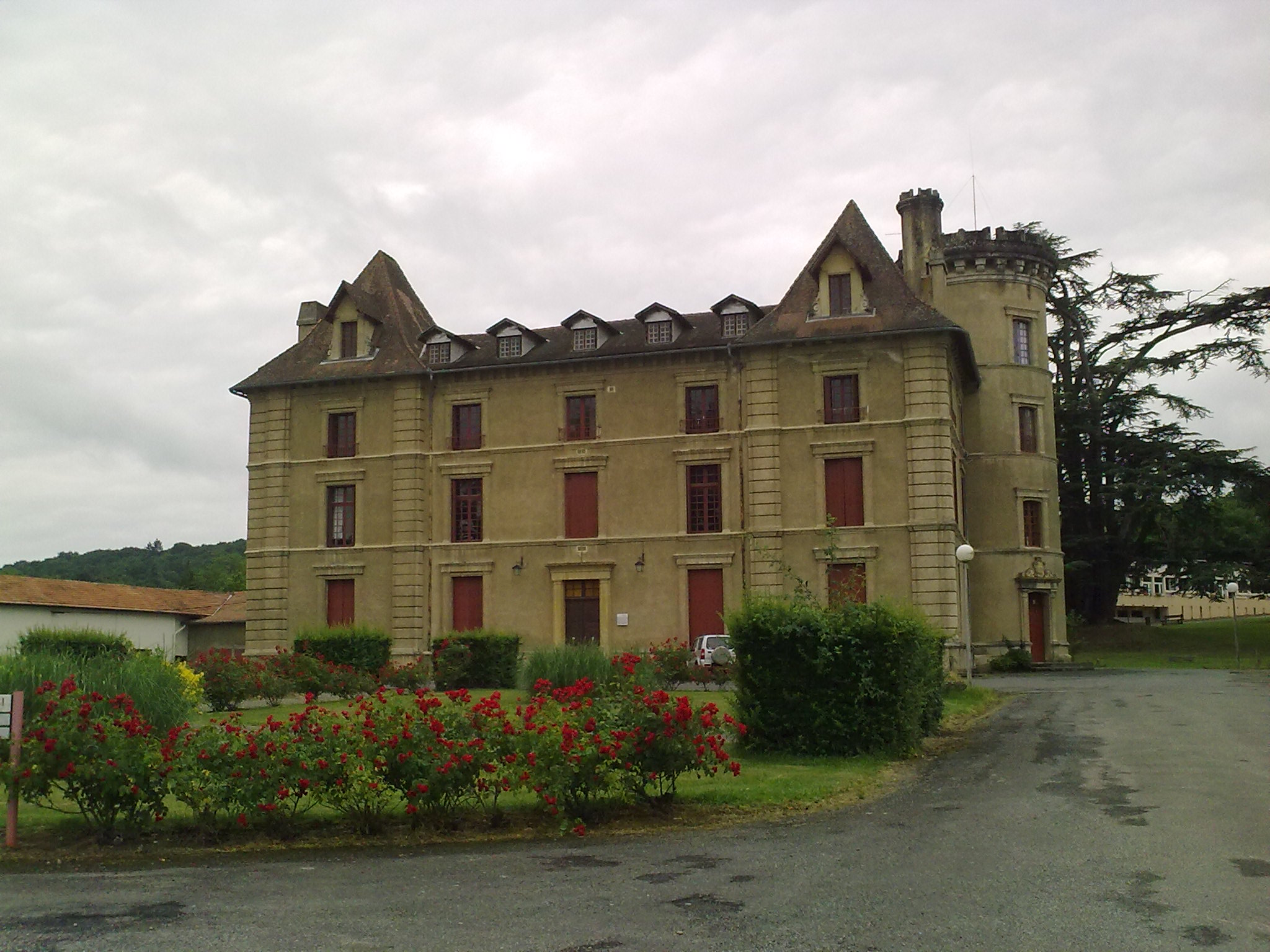
Schloss Lascazères

- Kirche Saint-Jean-Baptiste
- Schloss Lascazères

## Weinbau
Die Gemeinde gehört zum Weinbaugebiet Béarn. Hier werden Weine der Appellation Pacherenc du Vic-Bilh produziert.